# Tömpe András
Tömpe András, álnevén Barna Péter (Budapest, 1913. november 14. – Budapest, 1971. december 15.) gépészmérnök, hírszerző vezérőrnagy, diplomata, kiadói igazgató.

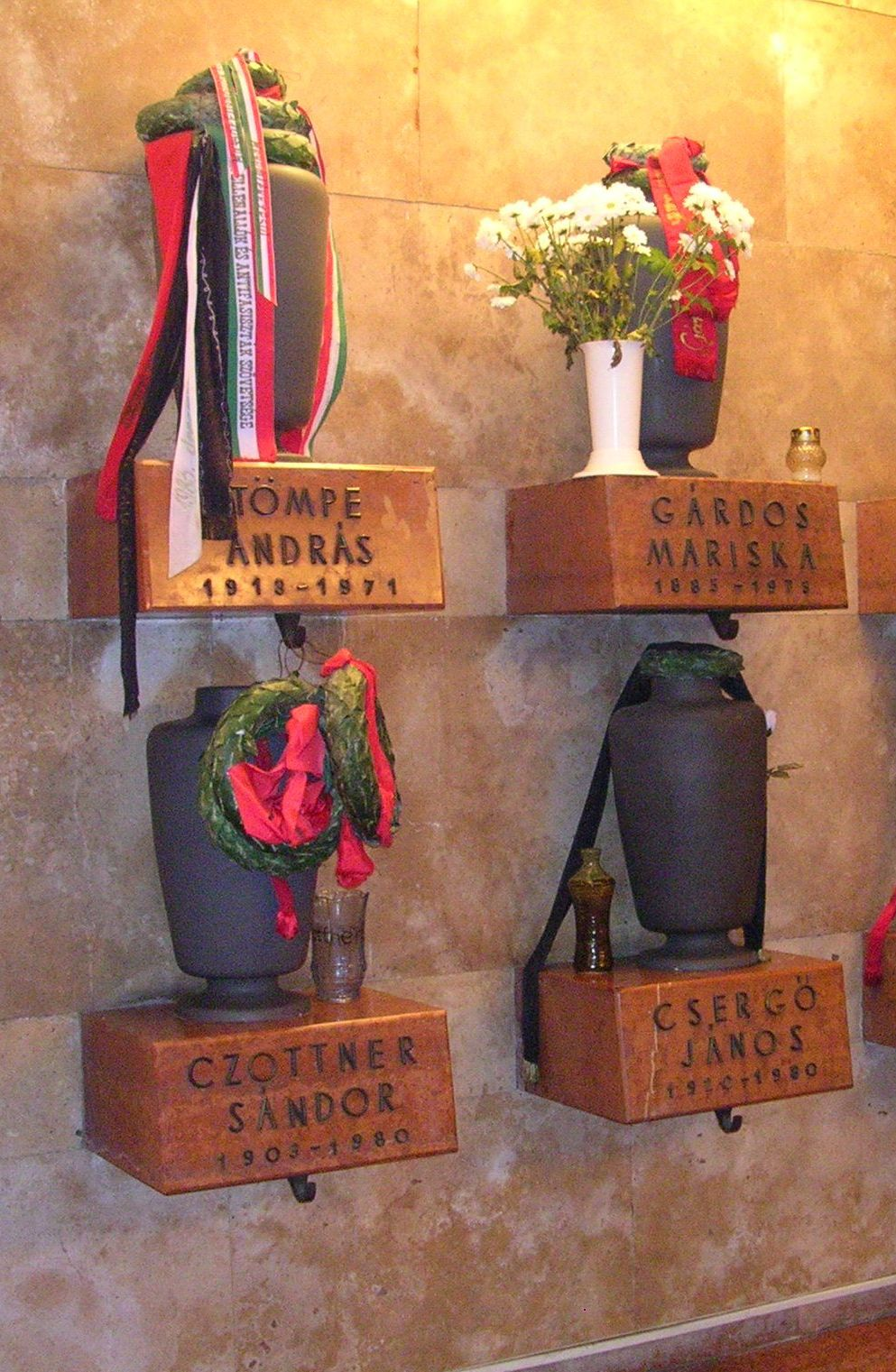
Urnája a Fiumei úti sírkert Munkásmozgalmi Panteonjában

## Fiatalkori évei
Anyja Sugár Jolán volt, izraelita vallású. Két fivére született, akik közül István, hozzá hasonlóan politikai pályára lépett, Ferenc pedig mérnök lett. 1930-tól tevékenyen vett részt az illegális baloldali mozgalomban. 1931-ben, tizennyolc évesen lépett be a KIMSZ-be. Illegális sajtóanyagok terjesztése miatt a gimnázium befejezése után nem sokkal letartóztatták, és rendőri felügyelet alá helyezték. Segédmunkásként helyezkedett el, közben Barna Péter álnéven írt cikkeket.
1932-ben kezdte tanulmányait a brünni műszaki főiskolán. Itt a magyar diákok illegális szervezetének (EFESZ) vezetője lett, valamint 1932 és 1935 között részt vett az Egységfront című lap szerkesztésében. Főiskolai tanulmányai alatt a Csehszlovák Országos Ifjúsági Bizottságban is dolgozott. 1937-ben gépészmérnöki oklevelet szerzett.

## Részvétele az internacionalista harcokban
1937-ben önkéntesként a spanyol polgárháborús frontra ment. 1938-ban a XIII. Nemzetközi Brigád 5. zászlóalja első századának parancsnokaként főhadnagyi rangban harcolt. Részt vett az extremadurai, az aragoni, az Ebro parti és a katalóniai harcokban. Kétszer megsebesült. 1938-ban felvették a Spanyol Kommunista Pártba. A vereség után két és fél évet Franciaországban, a saint cyprieni, a gousti, illetve a verneti internálótáborokban töltött.
Szabadulása után a dessaui Junkers Művek mérnöke lett. Az internacionalista munkásmozgalom 70 magyar tagja – köztük Rajk László – hazatérését szervezte meg, végül maga is repatriált.
Magyarországon azonnal bekapcsolódott az illegális munkába. 1943 elején letartóztatták, a Margit körúti fegyházba került, de a katonai bíróság bizonyíték hiányában felmentette. 1944 májusában behívták katonának, egy büntetőszázaddal Ukrajnába került. A frontra érve átszökött a szovjet csapatokhoz, ahol partizánkiképzésben részesítették, majd az Észak-Magyarországon harcoló, Nógrádi Sándor vezette partizáncsoport politikai biztosa lett.
A partizánharcok befejeztével Debrecenbe utazott, jelentkezett az Ideiglenes Nemzeti Kormánynál és a Magyar Kommunista Pártnál.

## A háborút követő évek
Erdei Ferenc belügyminiszter megbízására kezdte megszervezni a magyar államrendőrség politikai rendészeti osztályát (PRO). A vezetése alatt álló részleg január végén érkezett Budapestre. Az Andrássy út 60.-ban akartak megszállni, de az Erdei parancsával érkező egységet Péter Gáborék nem engedték be az épületbe. A nézeteltérések tisztázódása után Tömpe és csoportja is ott kapott helyet, és a Belügyminisztérium Politikai Nyomozóosztálya néven kezdtek működni, azonban a feszültség Péter Gábor és Tömpe András között fennmaradt. Péter Gábor a belügyminiszternél panaszolta be Tömpét, aki ezután a pártvezetést figyelmeztette Péter hibáira: „… párthűségében és odaadásban kitűnő embernek ismertem meg, aki vezetőkészséggel rendelkezik, és feltétlenül meg fogja tanulni mindazt, ami a jelenlegi beosztásában szükséges. Félő azonban, hogy ha hibáira nem mutatunk rá, azok károsságát egyedül nem fogja tudni megállapítani. Ugyanis Péter elvtárs kicsinyes, személyeskedő magatartása bizonyos viszonylatban áll saját személyének túlbecsülésével.”
Kádár János budapesti rendőrfőkapitány-helyettesként jól érzékelte, s Erdei Ferenc belügyminiszternek írt levelében jelezte a két csoport vezetője közötti rivalizálást, javasolta, hogy a debreceni csoportot rendeljék alá a budapesti főkapitánynak. A Tömpe által vezetett állomány nagy részét hamarosan Péter Gábor vette át, őt pedig kinevezték a Magyar Államrendőrség Vidéki Főkapitánysága Politikai Rendészeti Osztályának vezetőjévé.
E minőségében hamarosan összeütközésbe került Farkas Mihállyal. A konfliktus – Tömpe nagy szerencséjére – nem mélyülhetett el, mert feleségével együtt ismét külföldre került. A szovjet felderítés ekkoriban káderhiánnyal küszködött. Spanyolul jól beszélő, intelligens, illegális tapasztalatokkal rendelkező, fiatal házaspárt kerestek Dél-Amerikában végzendő hírszerző-rezidens feladatokra. A magyar Belügyminisztérium illetékesei Tömpe Andrást és feleségét, Ellit ajánlották. A Tömpe-házaspár 12 évet töltött Dél-Amerikában, különböző megbízásoknak tettek eleget Mexikótól Argentínáig, de egyes források szerint fontos szerepet játszottak a kubai forradalom szervezésében is. Hogy valódi tartózkodási helyüket titokban tartsák, a nevükben egy belügyi tiszt bizonyos időközönként képeslapokat küldött magyarországi ismerőseiknek Varsóból, Moszkvából, illetve Szófiából.
Mint a terepet jól ismerő hírszerző tiszt, Tömpe rendkívül rossz véleménnyel volt az egyes területekért felelős NKVD-tábornokok bürokratizmusáról, szűklátókörűségéről, felelőtlen döntéseiről. Elégedetlenségének rendszeresen hangot is adott, emiatt többször keveredett vitába a szovjet hírszerzés irányítóival, közöttük Beszcsasztnov tábornokkal, aki 1959-től a magyar belügyminisztériumban főtanácsadóként tevékenykedett.
Tömpe dél-amerikai fedőfoglalkozása nagykereskedő volt, e tevékenységét olyan sikeresen végezte, hogy 1959-ben többszörös milliomosként – egyúttal a szovjet elhárítás tábornokaként – térhetett haza.
Kulcspozíciót kapott a Belügyminisztérium politikai főosztályán. 1959-től Tömpe Andrást vezérőrnagyi rangban BM Politikai Nyomozó Főosztály Hírszerző Osztály (BM II/3. Osztály) osztályvezetőjének nevezték ki, majd 1961. március 9-étől a BM Politikai Nyomozati Főosztályának vezetője lett). Nézeteltérései a szovjet tábornokokkal itt tovább mélyültek, mert elégedetlen volt a BM-ben kiépített szervezeti rendszer és a belső munkamegosztás bürokratizmusával, illetve túlközpontosítottságával. 1962-ben vezérőrnagyként és az MSZMP Központi Bizottsága osztályvezetőjeként, saját kérésére ment nyugdíjba.
1962 és 1963 között az MSZMP KB Adminisztratív Osztályát vezette. Ő lett a Központi Bizottság határozatának végrehajtója, melynek értelmében végleg le kívántak számolni a belügyben még meglevő, rákosista káderekkel. Tömpe felismerte, hogy a felelősség nem szűkíthető le Farkas Mihályra és csoportjára. Nehezményezte, hogy több magas rangú, volt ÁVH-s tiszt továbbra is politikai beosztásban maradhatott, illetve hogy Nezvál Ferenc, az ötvenes években súlyos törvénysértéseket elkövetett Központi Ellenőrző Bizottság egyik tagja még mindig igazságügy-miniszter lehetett, így éles konfliktusba keveredett a párt legfelső vezetésével. Maga Kádár sem engedhette, hogy Tömpe következetesen végigvigye a vizsgálatot, mert az óhatatlanul elvezetett volna az ő belügyminiszteri tevékenységéhez, illetve a szovjet tanácsadók jelenlétének kérdéséhez.
1963-tól 1967-ig a Corvina Könyvkiadó igazgatója volt. Jó barátság fűzte a hasonló életutat bejárt, ugyancsak hírszerzői múlttal rendelkező, és az ekkoriban szintén kiadói vonalon vezető pozíciót betöltött Kardos Györgyhöz.
1967-ben kezdte meg diplomáciai szolgálatát, a Magyar Népköztársaság kelet-németországi nagykövetévé nevezték ki. Berlinből növekvő aggodalommal figyelte a csehszlovákiai eseményeket, a katonai beavatkozást követően, 1968. augusztus 24-ei keltezéssel írt levelet az MSZMP Központi Bizottságának:

„… Csehszlovákia azon az úton volt, hogy a szocialista országok között elsőként valósítsa meg a demokrácia olyan fokát, mely a fejlett nyugati országokban élő dolgozók számára is vonzóvá tette volna a szocialista rendszert. A Csehszlovák Kommunista Párt nemhogy gyengítette volna a szocializmus pozícióit, hanem soha nem látott mértékben erősítette. Az ellenforradalmi erőkkel éppen megnövekedett tekintélyére támaszkodva le tudott volna számolni.
Megszállása után Csehszlovákia a Varsói Szövetségek tényleg igen gyenge láncszemévé vált, amin a varsói hadseregek jelenléte sem segít.
A megszállás célja a csehszlovák párt kongresszusának, az új Központi Bizottság megalakításának, a parlamenti választások megtartásának megakadályozása volt. Ez azonban nem a szocializmus ügyét szolgálta, ellenkezőleg, az ellenforradalmi erők számára olyan morális igazolást jelent, mely potenciálisan hosszú ideig éreztetni fogja negatív hatását.
Feltételezem, vannak a Magyar Szocialista Munkáspárt Központi Bizottságában is olyanok, akik azt állítják, hogy nem lehetett mást tenni, és ami történt, még mindig a kisebbik rossz. Nyilvánvaló, nagy megpróbáltatásokat vállaltunk volna magunkra, ha a Magyar Szocialista Munkáspárt és a Magyar Népköztársaság kormánya nem vesz részt a Csehszlovákia elleni akcióban. A nagyobbik rossz azonban a részvállalás volt, melynek hosszú távra sokkal súlyosabb következményei lesznek – különlegesen Magyarország számára. Magyarországnak most volt meg az a történelmi lehetősége, hogy a magyar–csehszlovák viszony áldatlan múltját végleg likvidálja és a nehézségek közös vállalásával a szocialista jövő szilárd alapjait lefektesse…
… Nem lehet arra hivatkozni, hogy a Szovjetunió iránti hűségből kellett együtt masírozni. A Szovjetunió iránti hűség nem azt jelenti, hogy olyan döntéseket, melyek a szocialista országoknak – ez esetben mindenekelőtt magának a Szovjetuniónak – és a nemzetközi munkásmozgalomnak kárt okoznak, magunkévá tegyük. A XX. kongresszust ilyen gyorsan senki sem felejthette el.
Mindezért a Magyar Szocialista Munkáspárt és a magyar kormány vezetőinek Csehszlovákiával kapcsolatos korábbi döntéseivel nem értek egyet és azok képviseletét nem vállalom.
Elvtársi üdvözlettel:
Tömpe András”

Berlinből való hazatérése után a Magyar Könyvkiadók és Könyvterjesztők Egyesületének elnöke lett.

## Öngyilkossága
1970 őszén felmondott egyik beosztottjának, dr. Kiss Jenőnek, az egyesület volt párttitkárának. Kiss felvette a neki járó végkielégítést és nem élt jogorvoslati lehetőséggel a felmondás ellen, röviddel később azonban feljelentette a párt V. kerületi Végrehajtó Bizottságánál. (A kor ismeretében valószínűsíthető, hogy a spanyol polgárháborús veteránnal, a szovjet államvédelem tábornokával, a BM nyugalmazott vezérőrnagyával, illetve az MSZMP KB volt osztályvezetőjével egy „mezei” párttitkár jelentős támogatók nélkül nem mert volna szembeszállni. Feltételezhető, hogy Tömpe ellenségei csak az alkalomra vártak, amikor leszámolhatnak vele.) A VB a beadvány megtárgyalását követően, 1971. január 15-én született határozatában elmarasztalta Tömpét, aki fellebbezett a döntés ellen. Annak ellenére, hogy könnyen igénybe vehette volna a legmagasabb párt- és állami vezetők támogatását, igazában bízva, tiszta eszközökkel akarta megvédeni magát. Fellebbezését követően az ügy a budapesti MSZMP Végrehajtó Bizottsága elé került, ahol azzal az indoklással, hogy „a fellebbezést anélkül kézbesítette Kiss elvtársnak, hogy az V. kerületi Pártbizottsággal megbeszélte volna…” szintén vétkesnek találták. Tömpe kérelmezte az ügy felülvizsgálatát, mire fegyelmit indítottak ellene és az őt támogató alapszervezeti párttitkár ellen. 1971. június 28-án jelent meg a Budapesti Végrehajtó Bizottság fegyelmi bizottsága előtt. Az elnök a vizsgálatok anyagait összefoglalva rágalmazásnak minősítette az ellene felhozott vádakat, és lezártnak nyilvánította az ügyet, azonban a korábbi elmarasztaló határozatok visszavonásáról nem intézkedett. Tömpe szerette volna tisztázni magát, és további vizsgálatot kért. Az MSZMP Budapesti Végrehajtó Bizottsága erre egy új összetételű bizottságot hozott létre, melyben a vizsgáló egy volt ÁVH-s tiszt, Vértes Tivadar lett. Az ismételten lefolytatott vizsgálatot követően újfent elutasították Tömpe kérelmét.
Az elmarasztaló verdiktet megalázó módon, a Vörösmarty tér 1. szám alatti kultúrpalotában tartott vállalati gyűlésen akarták felolvasni. Tömpe a rendezvény kezdete előtt néhány perccel kis türelmet kért, és felment tizedik emeleti szobájába. Félt, hogy a vékony elválasztófalat esetleg átütő golyó megsebesíthet valakit, ezért először mindenkit kiküldött a szomszédos helyiségből, és csak azután lőtte főbe magát. A vizsgálat megállapította: a biztonság kedvéért aznap két revolvert vitt magával.
Hamvait 1971. december 20-án, a Kerepesi úti temető Munkásmozgalmi Panteonjának alsó termében helyezték el.